# Chrysler Cirrus
Chrysler Cirrus — це середньорозмірний автомобіль, який був вперше представлений в 1995 році. Виробляється в кузові седан.

## Історія розробки

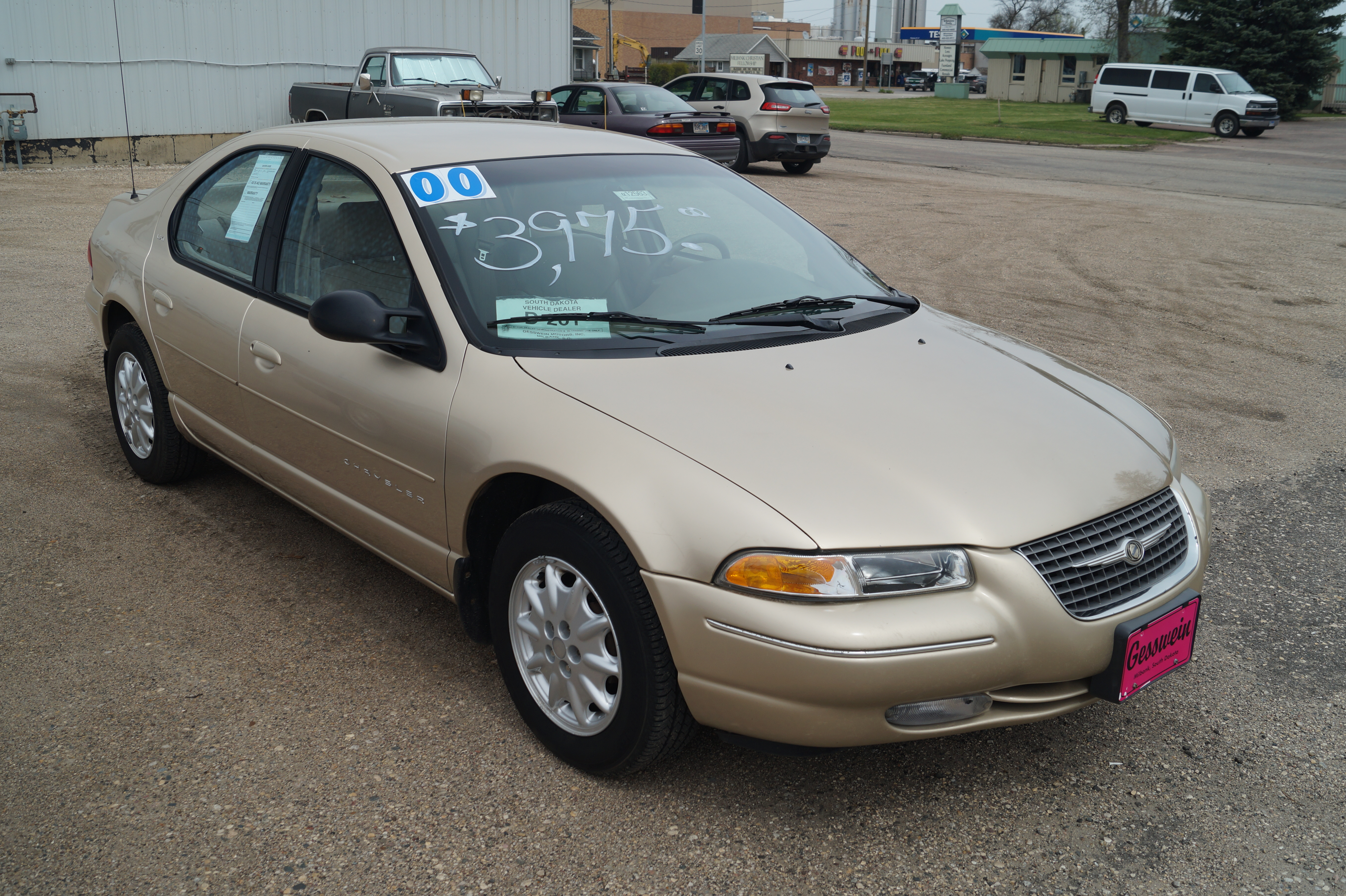
Chrysler Cirrus (1999-2000)

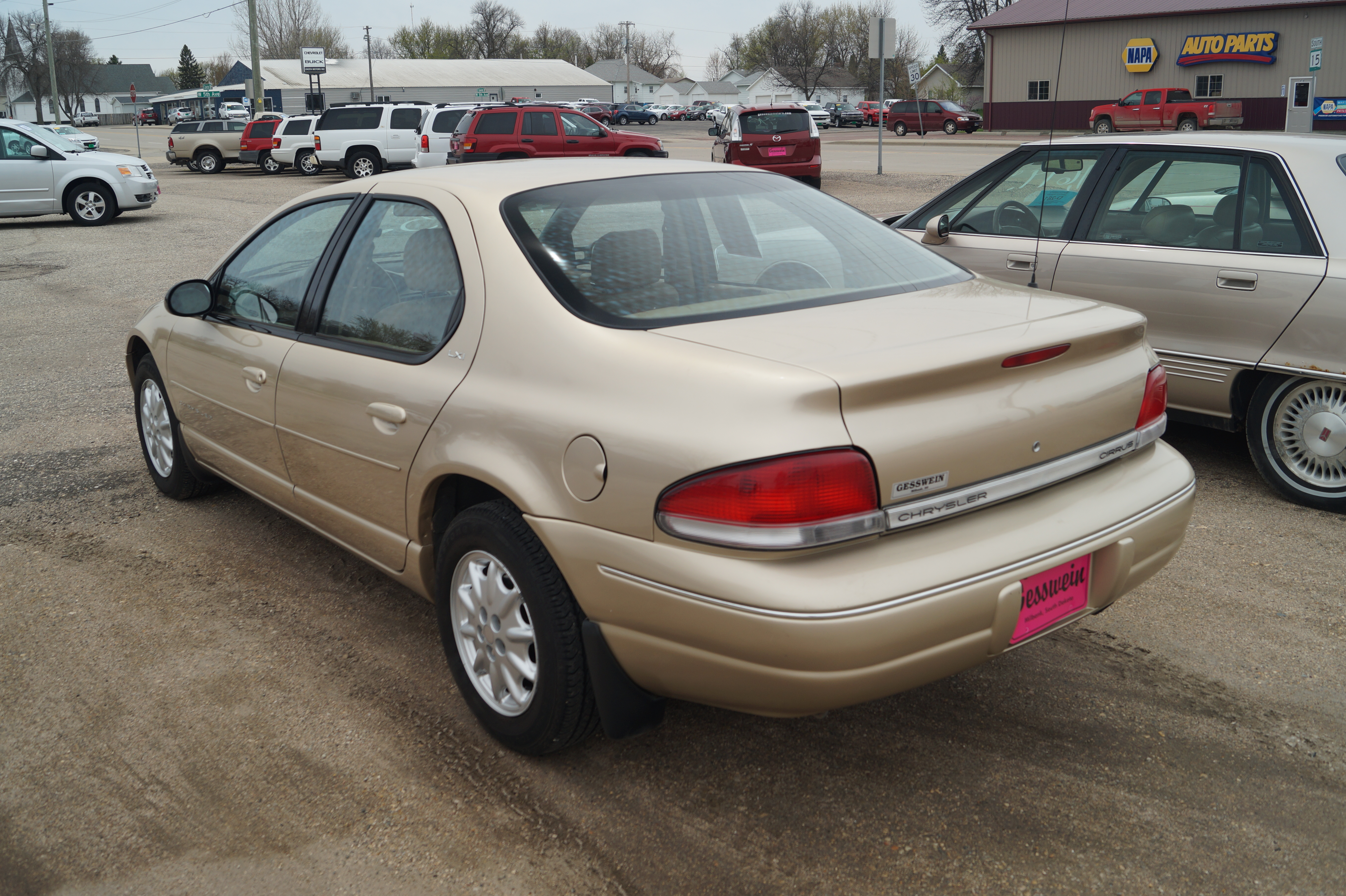
Chrysler Cirrus (1999-2000)

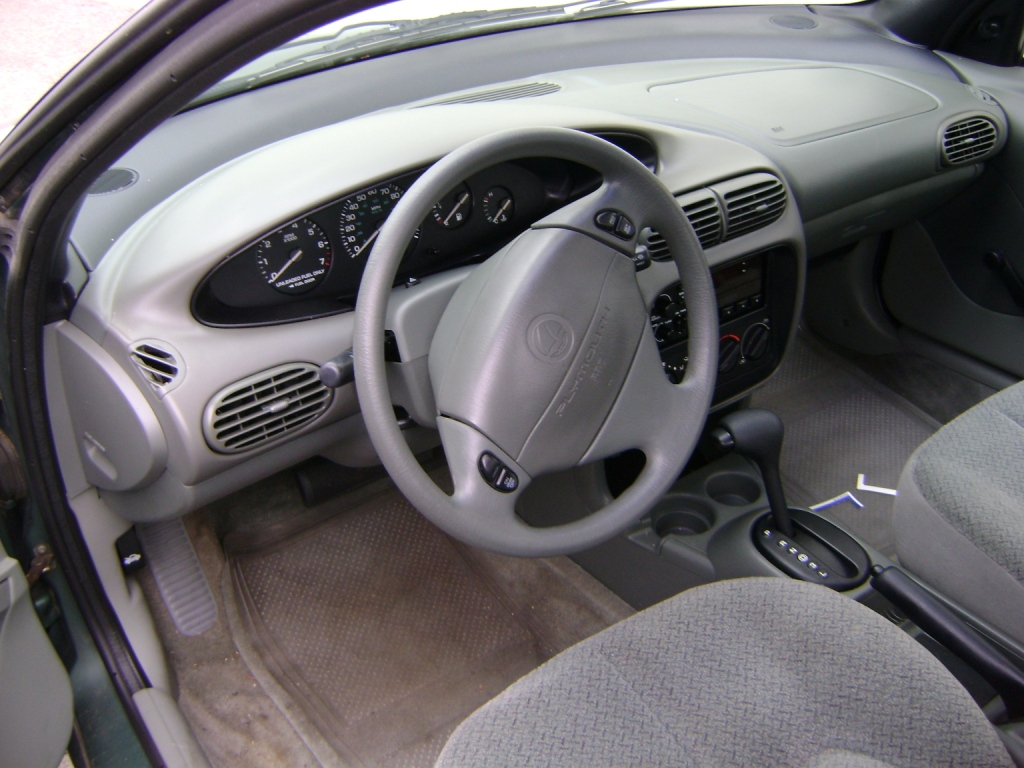
Салон

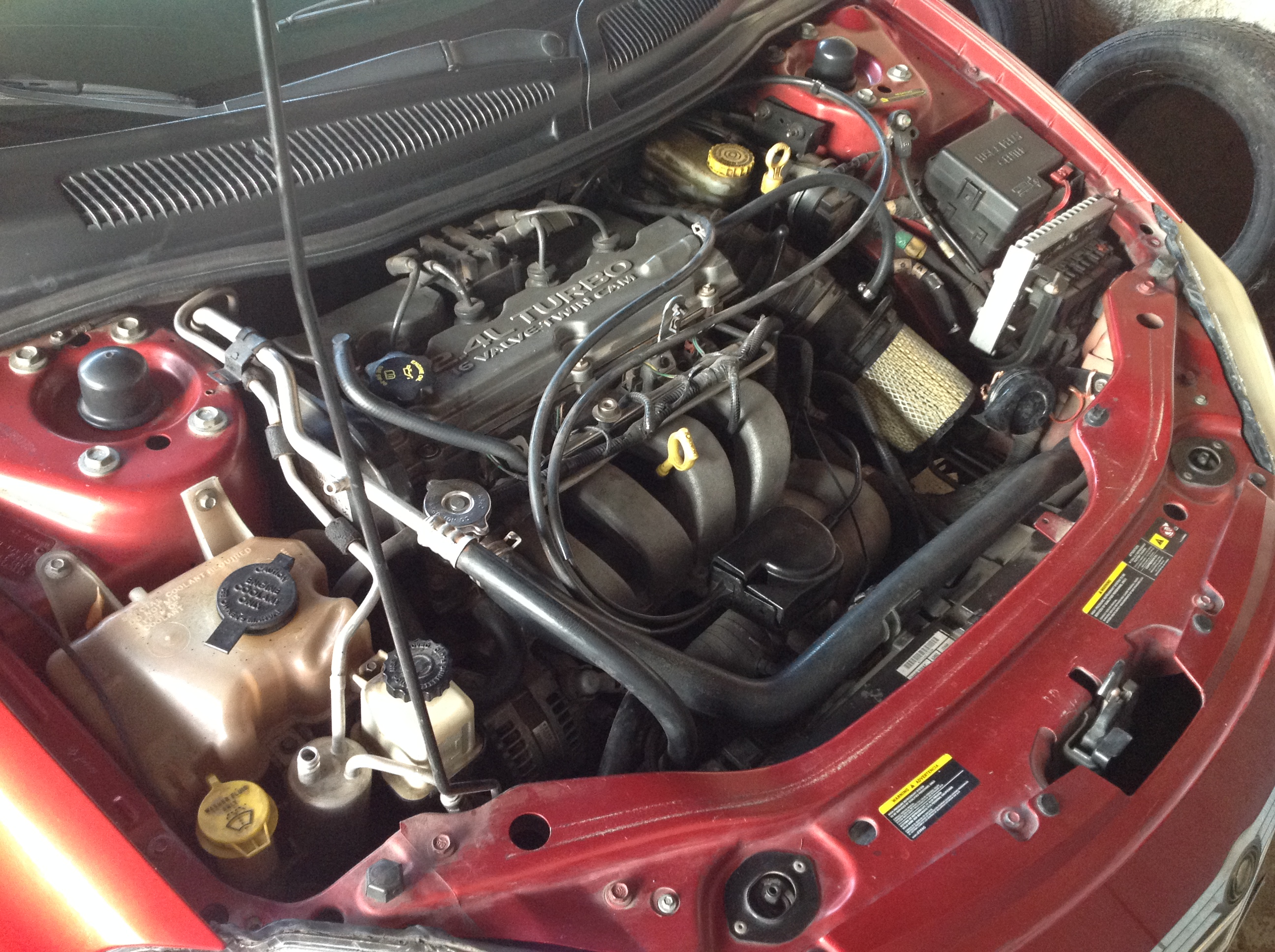
Двигун 2.4 L EDV turbo

Створення Chrysler Cirrus почалося в 1991 році, мета авторів була створити автомобіль з одного боку яскравий, шалений (fun-to-drive), а з іншого - досить безпечний, що може використовуватись в якості сімейного автомобіля на кожен день. За основу використали концепт-кар 1992 року, що мав таку ж назву (дебютував в тому ж році на міжнародному автосалоні в Детройті). Цікавими особливостями концепту були задньопетельні двері двотактний турбований двигун об'ємом 3.0 л, який видавав 400 к.с. і працював на метанолі
Як і концепт, серійний Cirrus розроблявся із застосуванням нового крайслерівського дизайну, що отримав назву "кабіну вперед", і спочатку випробуваного на повнорозмірних автомобілях платформи LH. Походження назви пов'язане з тим, що при проектуванні автомобіля кабіна як би проштовхується вперед, дверима досягаючи передніх коліс, а лобове скло виявляється частково над двигуном. Задні ж колеса зсуваються назад, до бампера. Все це дозволило зробити салон автомобіля помітно просторішим, ніж у схожих за розміром машин того часу.
Зовнішнім виглядом Cirrus займався знаменитий крайслерівський дизайнер Майкл Санторо. Основною ідеєю було відійти від популярного тоді дизайну "три коробки", який характеризувався чітким виділенням моторного відсіку, салону і багажника, в результаті чого автомобіль отримав плавні обводи кузова.

## Опис
Автомобілі Chrysler Cirrus прийшли на заміну машин, створеним на платформі Chrysler K. Різні журнали, наприклад Consumer Reports, зазвичай порівнювали Cirrus з такими автомобілями середнього класу, як Chevrolet Malibu, і визнавали його просторішим, ніж Ford Contour. Зовні всі три автомобіля (Cirrus, Stratus і Breeze) виглядають дуже схоже, відмінності стосуються в основному фар, бамперів і коліс. Відмінності в оформленні передніх частин автомобілів обумовлені запозиченням передньої оптики і решіток радіатора у мінівенів того виробника, якому модель належала. Інтер'єри автомобілів також практично ідентичні, відрізняючись в дрібницях на кшталт назви моделі на рульовому колесі. Набір опції також був загальним: незалежна підвіска всіх коліс (на подвійних поперечних важелях спереду, багатоважільна ззаду), кондиціонер, регульоване кермо, подушки безпеки водія і переднього пасажира, 4-ступінчаста автоматична коробка передач (функція Autostick не була доступною для Breeze), АБС, круїз-контроль, електросклопідйомники, центральний замок, електрорегулювання дзеркал, люк у даху. Механічна коробка передач була доступна тільки для моделей з двигуном 2.0 л, оскільки інші двигуни мали занадто великий крутний момент, та й управляти автомобілем з МКПП складніше.
На ринку Cirrus дебютував в 1995 році як заміна седану Chrysler LeBaron. Спочатку були доступні дві комплектації: базова LX і люксова LXi. На обидві комплектації встановлювалися «спортивні» чорні дзеркала, що кріпляться до кузова двома стійками, протитуманні фари, однакові молдинги, хромовані деталі бамперів, автоматичні коробки передач, решітки радіатора були доступні як хромовані, так і пофарбовані в колір кузова. На цьому автомобілі Крайслер вперше встановив свій початковий логотип, який не використовувався до того моменту вже 41 рік. Виробництво комплектації LX було зупинено в 1998 році, проте відновлено з 2000-го, ставши заміною Plymouth Breeze, знятої з виробництва на початку того ж року. У 2001 році на зміну Chrysler Cirrus прийшов седан Dodge Stratus.

## Двигуни
- 2.4 L EDZ/EY7 I4
- 2.4 L EDV/EDT I4 turbo
- 2.5 L 6G73 V6

## Безпека
У 1998 році Chrysler Cirrus пройшлов випробування в Національній Адміністрації Безпеки Дорожнього Руху США (NHTSA):
| Водій спереду | Пасажир спереду | Водій збоку | Пасажир збоку | Переворот |
| ------------- | --------------- | ----------- | ------------- | --------- |
| 3             | 4               | 3           | 2             | —         |